# Bosch (entreprise)
‌
Pour les articles homonymes, voir Bosch.
Robert Bosch GmbH ou Bosch est une multinationale allemande fondée par Robert Bosch en 1886. Ses principaux centres d'activités sont :
- équipementier pour l'industrie automobile ;
- fabricant d'outils électriques et d'appareils électroménager ;
- techniques industrielles et de bâtiment (techniques de sécurité) ;
- techniques d'emballage.

## Histoire

### 1886-1945

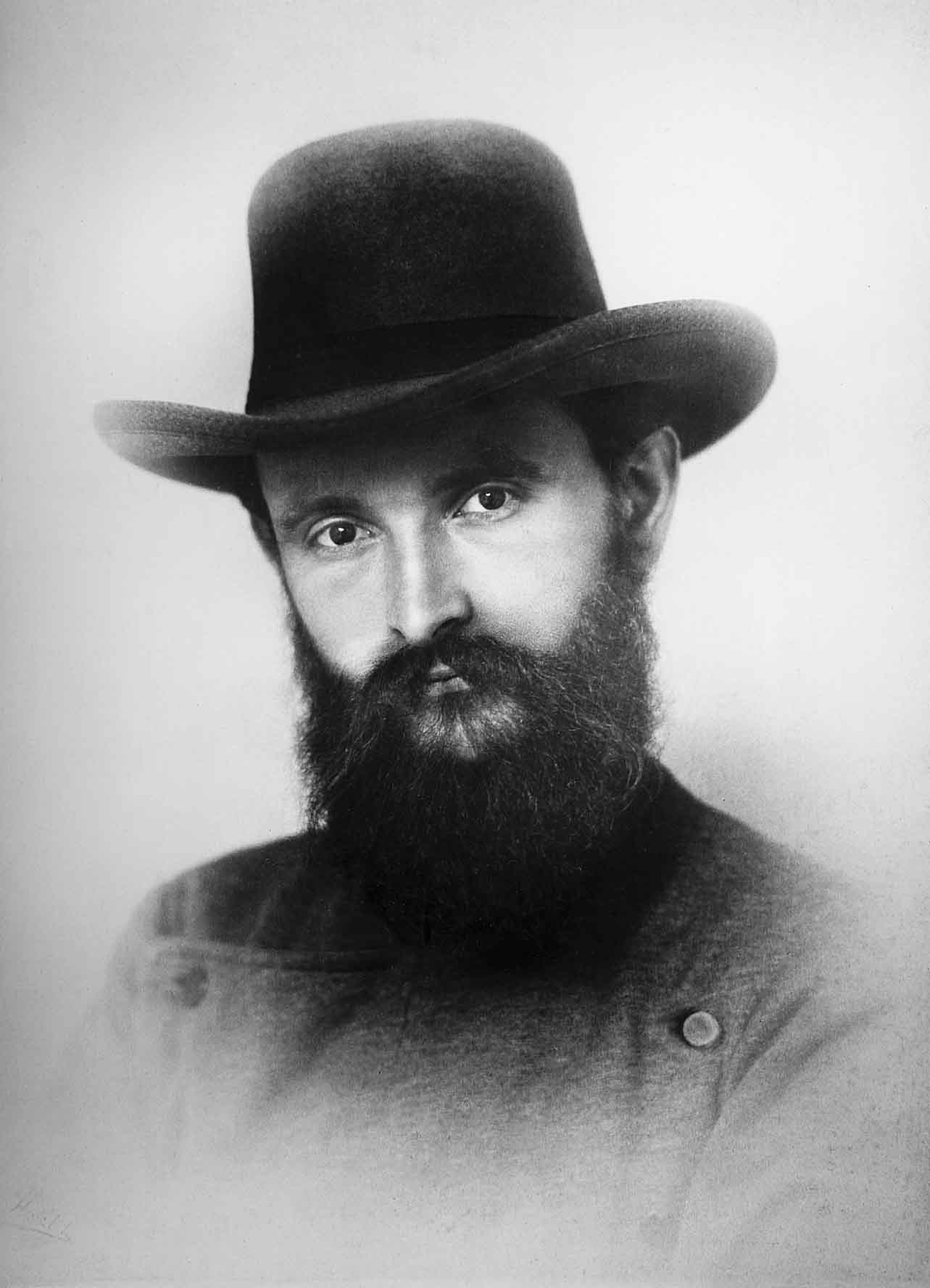
Robert Bosch.

L'entreprise est créée en 1886 par Robert Bosch.
En 1926, Bosch a commencé à produire des essuie-glaces, et en 1927, des pompes à injection pour moteur Diesel. Bosch racheta la production d'appareils à gaz à Junkers & Co. en 1932. La même année, l'entreprise développa sa première perceuse électrique et présenta son premier autoradio.
Dès la fin de 1933, des négociations entre Robert Bosch AG et les nationaux-socialistes s'engagent sur la relocalisation d'une partie de la production d'armements à l'intérieur de l'Allemagne. Bosch a fondé deux de ces usines alternatives en 1935 et 1937 : Dreilinden Maschinenbau GmbH à Kleinmachnow près de Berlin et Elektro und Feinmechanische Industrie GmbH (plus tard Trillke-Werke GmbH) à Hildesheim. Les deux usines étaient utilisées exclusivement pour la production d'armements. Ces « usines fantômes » ont été construites dans le plus grand secret et en étroite coopération avec les autorités nazies.
En 1937, Bosch AG est devenue une société à responsabilité limitée (GmbH). La filiale Bosch Dreilinden Maschinenbau GmbH (DLMG) à Kleinmachnow employait environ 5 000 personnes, dont plus de la moitié étaient des travailleurs forcés, des prisonniers de guerre et des prisonnières des camps de concentration, dont de nombreuses femmes de l'Insurrection de Varsovie. Ils devaient produire des accessoires pour les avions allemands de la Luftwaffe. À Hildesheim, une usine secrète pour l'ensemble de l'équipement électrique des chars, des tracteurs et des camions de la Wehrmacht a été construite.
En 1944, 4 290 hommes et femmes travaillaient dans l'usine de Trillke, dont 2 019 travailleurs forcés, prisonniers de guerre et internés militaires. les pays occupés devaient travailler à l'usine Bosch à Hildesheim[Quoi ?]. Au cours des dernières années de la guerre, aucun nouveau char allemand n'a jamais roulé sans les éléments de démarrage de l'usine Bosch à Hildesheim. Bosch détenait également une position de monopole dans l'équipement des avions allemands de la Luftwaffe. Pendant la guerre, la production a été encore plus décentralisée, Bosch a produit dans un nombre toujours plus grand d'usines et a délocalisé une partie de sa production dans 213 usines dans plus de 100 sites.
Le 12 mars 1942, le fondateur de l'entreprise, Robert Bosch, décède à l'âge de 80 ans.
Angela Martin et Ewa Czerwiakowski ont interviewé de nombreux anciens travailleurs forcés et prisonniers des camps de concentration de Dreilinden Maschinenbau GmbH et Trillke-Werke dans le cadre d'un projet Berliner Geschichtswerkstatt, ont fait des recherches sur l'histoire des deux usines fantômes et publié plusieurs livres et expositions sur le sujet. En 2016, ils ont publié le site-web z.B. Bosch. Zwangsarbeit im Hildesheimer Wald.

### Après 1945
Après la Seconde Guerre mondiale, Bosch établit un partenariat avec la société japonaise Denso. En 1964, la Robert Bosch Stiftung a été fondée. Bosch a fondé un nouveau centre de développement à Schwieberdingen en 1968 et le siège a déménagé à Gerlingen en 1970.
En 1981, la société a participé sur une base de capitaux propres à Telefonbau & Normalzeit GmbH qui a été rebaptisée Telenorma en 1985, et a été entièrement acquise en 1987. En 1994, cette partie de la société a été rebaptisée Bosch Telecom GmbH.
Les inventions les plus importantes de l'entreprise jusqu'en 2000 étaient le capteur d'oxygène (1976), le contrôle de moteur électrique (1979), le système de contrôle de traction (1986), le phare au xénon pour voitures (1991), le contrôle électronique de stabilité (1995), poursuite du développement de l'injection directe de carburant à rampe commune (inventée par Magneti Marelli) (1997) et de l'injection directe de carburant (2000). En 2000, Bosch a vendu la Private Networks (aujourd'hui Tenovis et Avaya, respectivement).
Actuellement, Bosch fait partie des trois grands équipementiers automobiles mondiaux. En 2012, il employait 306 000 employés (dont environ 40 % en Allemagne et moins de 5 % en France). Avec un capital social d'environ 1,2 milliard d'euros, Robert Bosch GmbH est l'une des plus grandes GmbH en Allemagne. Dans ce pays, la société dispose de 118 800 employés dans 80 sites, tandis que dans 50 pays à travers le monde, Bosch emploie 303 000 personnes dans près de 260 sites. En 2012, son chiffre d'affaires mondial s'élevait à 52,3 milliards d'euros, ce qui en fait le chiffre d'affaires le plus élevé de son histoire réalisé après la crise de 2009 qui engendra une perte nette de 1,2 milliard d'euros.
Son siège social est toujours situé à Gerlingen, près de Stuttgart. Franz Fehrenbach en était le président-directeur général depuis le 1er juillet 2003.
Bosch rachète l'entreprise italienne de fabrique d'outils de menuiserie industrielle Freud (Frese Udinesi) à son patron Giampaolo Pozzo en 2008.
Depuis le 1er juillet 2012, Volkmar Denner en est le président-directeur général.
En 2010, 241 salariés ont été licenciés dans l'entreprise française.
En septembre 2014, Bosch acquiert les 50 % qu'il ne détenait pas déjà dans ZF Lenksysteme permettant à ZF Friedrichshafen de finaliser son acquisition de TRW Automotive.
En septembre 2014, pour financer l'acquisition de l'entreprise américaine d'équipement parapétrolier Dresser-Rand, Siemens vend sa participation de 50 % dans la joint-venture BSH Hausgeräte à Bosch pour trois milliards d'euros.
En juillet 2019, Bosch annonce la vente de ses activités dans les machines d'emballages au fonds d'investissement CVC.
En janvier 2020, Bosch Packaging Technology est devenu Syntegon.
En juin 2021, Bosch a baptisé sa nouvelle usine de fabrication de semi-conducteurs dans laquelle il a investi 1,2 milliard de dollars, sa plus grosse dépense jamais consacrée à un seul projet.
En juillet 2024, Bosch annonce l'acquisition des activités de Johnson Controls dans le chauffage et la climatisation pour 6,7 milliards de dollars.

## Logo

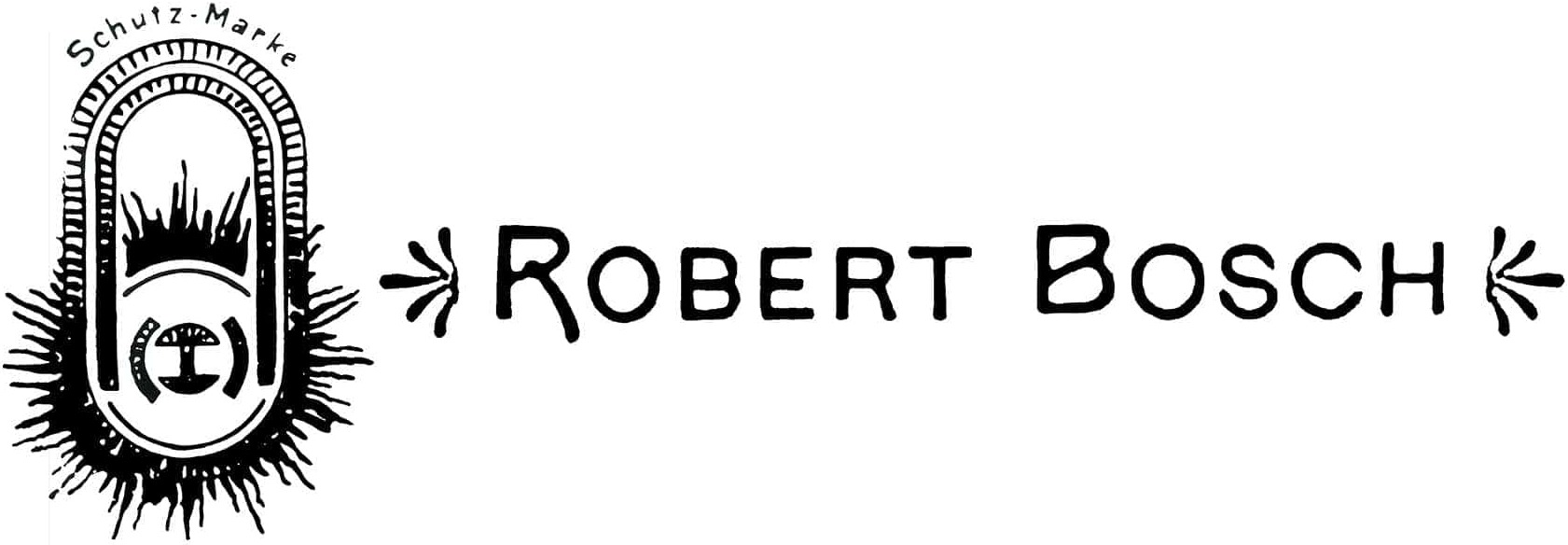
Logo entre 1900 et 1907
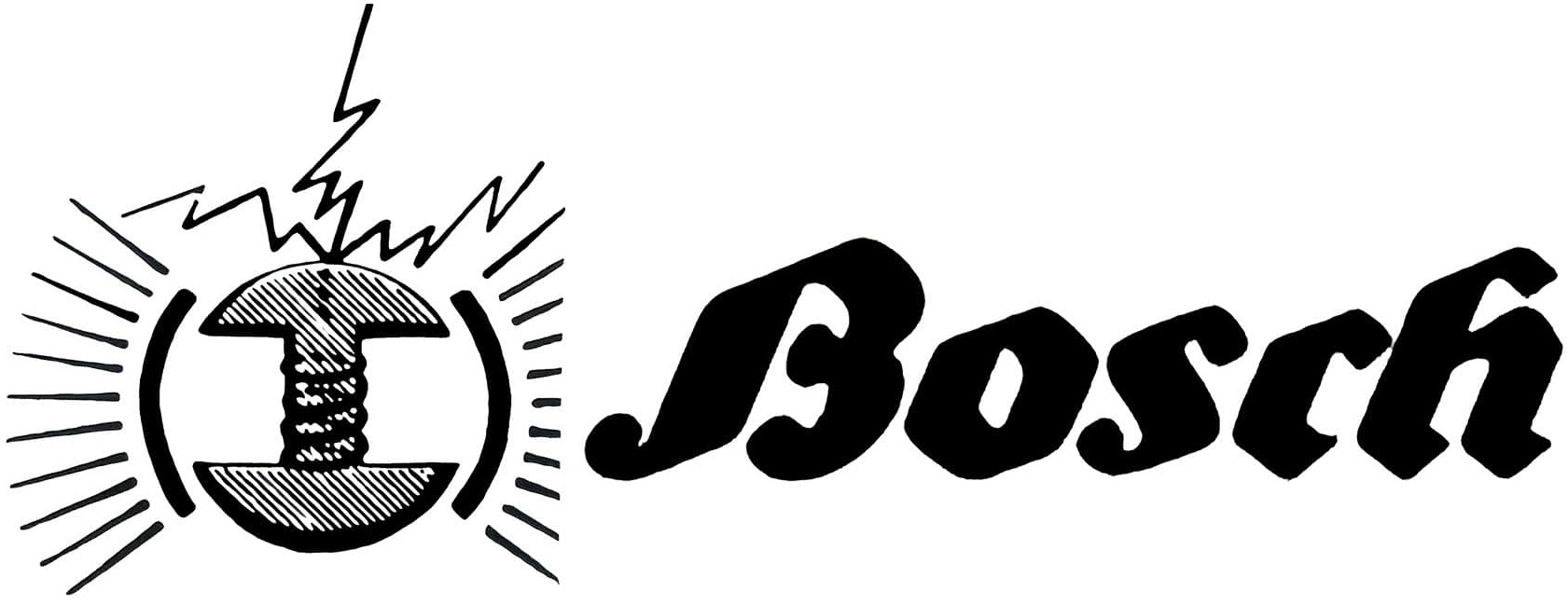
Logo entre 1907 et 1913
Logo actuel

## Principales sociétés du groupe Bosch en Allemagne
- Beissbarth (100%)[21]
- Blaupunkt (100%) (production de radio jusqu'en 2008, appartient maintenant à Aurelius)
- Robert Bosch Car Multimedia (100%) (depuis 2008 elle remplace Blaupunkt auprès de Bosch)
- Bosch Sensortec (100%)
- Bosch Engineering (100%)
- Robert Bosch Tool Corporation USA (100%), avec sa filiale Dremel Corporation
- Bosch Emission Systems (100%)
- Bosch Rexroth (100%)
- BSH Hausgeräte (100%)
- Bosch Sicherheitssysteme (100%)
- Bosch Sicherheitssysteme Montage und Service (100%)
- Bosch Thermotechnik (100%) (voir Junkers, Buderus, Loos International et Bosch KWK Systeme)
- ETAS (100%)
- Bosch Automotive Steering (100%) (précédemment ZF Lenksysteme)
- AIG Planungs- und Ingenieurgesellschaft (100%)
- Hawera Probst (100%)
- Bosch Mahle Turbo Systems (50%) ; avec Mahle
- SB LiMotive (50%) ; avec Samsung SDI (jusqu'en fin 2012)
- Bosch Solar Energy (100%), jusqu'en septembre 2009 ErSol Solar Energy (96,89%)
- Robert Bosch Healthcare (100%)
- Bosch Software Innovations (100%)
- Bosch Power Tec (100%)
- Bosch Battery Solutions (100%)
- eAx Solutions GmbH (100%)

En France, les marques principales de Bosch sont Bosch, Bosch Rexroth, Blaupunkt, Dremel, e.l.m. Leblanc. En 2011, Bosch emploie 8 200 personnes en France avec un chiffre d'affaires de trois milliards d'euros, et 1,2 milliard d'euros à l'exportation.

## Aperçu de la société

### Industrie automobile

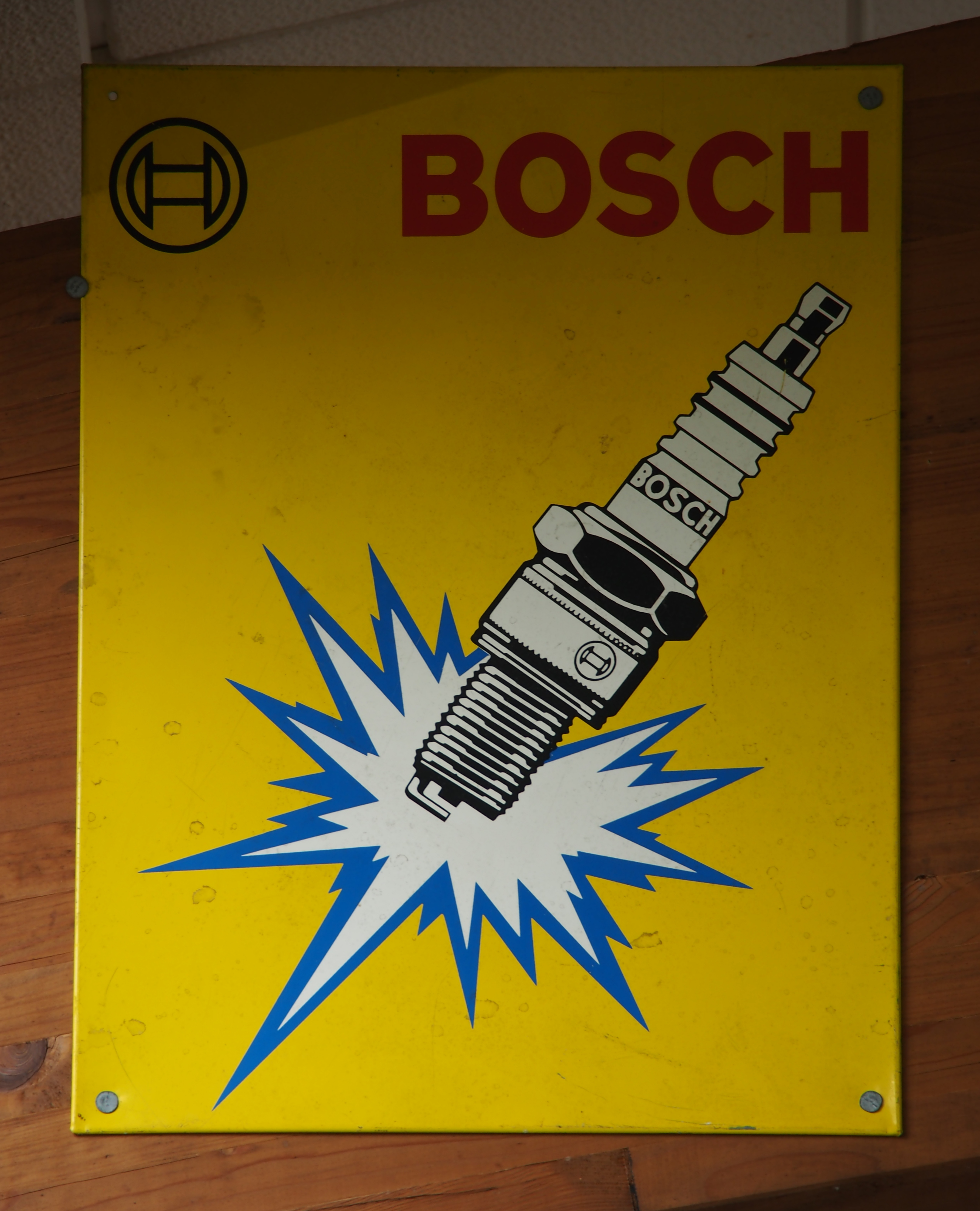
Enseigne publicitaire au Fahrzeugmuseum Marxzell.

Le Groupe Bosch a été en 2004 et pour la première fois le plus grand fournisseur automobile. En 2005, Bosch a généré avec son plus grand secteur d'activité, l'équipement automobile, 26 milliards d'euros de chiffre d'affaires (soit 61,9 % du chiffre d'affaires total en 2005). La zone est divisée en secteurs d'activité DS - Systèmes diesel avec les dispositifs d'injection, le contrôle moteur et le post-traitement à l'échappement, GS - Systèmes essence, CC - Chassis Control Systems (par exemple ABS, ESP), CB - Chassis Systems Brakes (par exemple freins, servo frein), SG - Starter moteurs et générateurs, ED - Electrical Drives, CM - multimédia, AE - l'électronique automobile (dispositifs de commande, dispositifs de semi-conducteurs et capteurs), AS - systèmes de direction et AA - Automotive Aftermarket (pièces de rechange, des concepts de franchise pour les ateliers de réparation gratuite : Service de Bosch, depuis 2009, celle de ZF AutoCrew. Les revenus AA en 2007 étaient de 3,5 milliards d'euros de CA).
En 2004, la part du diesel en Europe de l'Ouest a augmenté de 48 %. Bosch a influencé de manière significative cette tendance. Avec la troisième génération Common Rail, Bosch a amélioré le système le plus avancé sur le marché tant en matière de performances que de consommation ou de pollution. En outre, Bosch travaille avec Denso pour développer un filtre à particules. Un système de dosage de carburant diesel dans le gaz d'échappement pour la régénération du filtre à particules est également envisagé.
Une nouvelle étape dans la ligne de produit DS fut le système SCR, Denoxtronic, qui est produit depuis 2004. La deuxième génération Denoxtronic 2 est sur le marché depuis la mi-2006. Le but de ces produits est la réduction des oxydes d'azote par l'injection d'un milieu réducteur (AdBlue) dans le système d'échappement des véhicules. La conversion des oxydes d'azote en azote et en eau a lieu dans le catalyseur SCR.
En 1995, Bosch a été le premier à offrir le Programme de stabilité électronique (ESP) sur le marché. Le pourcentage de véhicules équipés de l'ESP parmi les voitures particulières nouvellement immatriculées en Europe en 2004 était de 17 %. L'Allemagne, la Suède et l'Espagne ont été les premiers marchés où l'ESP a connu le succès.
La Division Automotive Electronics a depuis 1971 des usines de semi-conducteurs (Fab) à Reutlingen. Depuis 1995, il dispose d'une usine de production de puces sur plaquette de six pouces et en mars 2010, une nouvelle usine de puces sur plaquettes de 200 mm a été ouverte (200 mm). La nouvelle usine a coûté 600 000 000 €, ce qui en fait le plus important investissement dans l'histoire du Groupe Bosch. En 2020, une nouvelle usine de production de puces sur plaquettes de 300 mm sera ouverte à Dresde.
En tant qu'équipementier automobile, Bosch est membre de l'association européenne CLEPA.
En novembre 2024, l'équipementier annonce un vaste plan de réduction des effectifs avec des licenciements dans le logiciel et les composants pour l'électromobilité en raison de la baisse de la demande de véhicules électriques et de la concurrence des fabricants chinois. 5 500 postes devraient être supprimés dans le monde dont près de 4 000 en Allemagne.

## Actionnariat
En tant que société à responsabilité limitée, et malgré sa taille et sa notoriété, Robert Bosch GmbH n'est pas cotée en Bourse et ne verse donc pas de dividendes. Conformément aux volontés de Robert Bosch, la Fondation Bosch (Bosch Stiftung) est créée par ses descendants, ses enfants Robert jr. et Eva en 1964. Lors de cette opération, les héritiers renoncent à 92 % du capital de l'entreprise au profit exclusif de la Fondation. Les deux enfants, Eva et Robert Jr., conservent chacun 4 % du capital et des droits de vote au sein du conseil d'administration. Pour gérer cette Fondation, les héritiers décident de créer une filiale qui s'appelle Robert Bosch Industrietreuhand KG. Elle ne détient aucune part dans l'entreprise, mais dispose de 93 % des droits de vote. Cette structure est une société en commandite par action administrée par une fiducie (Treuhand) indépendante composée d'une dizaine d'administrateurs et présidée par le Dr Kurt Liedtke et Christof Bosch. Les héritiers perçoivent une rente annuelle qui ne représente qu'une infime partie des bénéfices du groupe lesquels sont intégralement reversés à la Fondation après soustraction des dépenses d'investissement et de recherche et développement du groupe Bosch à travers le monde. Christof Bosch est également le porte-parole des intérêts de la famille Bosch.

## Équipe dirigeante
Leaders importants de la société: Hans Walz (de) de 1926 à 1963, Hans Lutz Merkle (de) qui était le directeur général de 1963 à 1984, puis Hermann Scholl (de) de 1993 à 2003. Franz Fehrenbach (en) était le PDG de Bosch de 2003 à 2012. Depuis le 1er juillet 2012, Hermann Scholl est président d'honneur du groupe Bosch.

## Controverses

### Seconde Guerre mondiale
D'après le magazine allemand WirtschaftsWoche, l'entreprise aurait employé vingt mille détenus issus des camps de concentration.

### Rôle dans l'affaire Volkswagen
L'entreprise Bosch a eu un rôle déterminant dans l'affaire Volkswagen. En effet, elle a mis à disposition du groupe Volkswagen en 2007 le logiciel permettant de diminuer frauduleusement les émissions polluantes d'un de ses moteurs Diesel lors des contrôles d'homologation. Ceci dans le but de réaliser des « tests (internes) » et en l'avertissant toutefois que son utilisation sur des véhicules était « illégale »,.
Depuis 2008, Bosch aurait livré plus de 17 millions d'unités de commande de moteurs dont certains logiciels comportaient des dispositifs frauduleux (contraires au droit européen) pouvant être activés ou désactivés en fonction du contexte d'utilisation du véhicule, faussant ainsi les tests d’émissions des gaz polluants. Les ingénieurs de Bosch étaient conscients du problème depuis 2006. De plus, les fonctionnalités mises en cause devaient rester secrètes dans la documentation technique.
Bosch a ensuite provisionné 1,2 milliard d'euros pour les risques juridiques potentiels. En 2017, Bosch a versé 304 millions d'euros aux plaignants civils américains dans le cadre d'un règlement à l'amiable. En 2019, Bosch a dû payer une amende de 90 millions d'euros pour régler les litiges en Allemagne. Le total se compose de la sanction de l'infraction (2 millions d'euros) et d'une diminution des bénéfices (88 millions d'euros).
L'amende pour Bosch est donc nettement inférieure à celle de Volkswagen et de ses filiales Audi et Porsche. Les sociétés du groupe ont été condamnées à des amendes totalisant plus de deux milliards d'euros.